# J.J. Peereboom
J.J. (John James) Peereboom (Londen, 14 november 1924 – Amsterdam, 27 maart 2010) was een Nederlands journalist en schrijver. Hij werkte tevens als anglist aan de Universiteit van Amsterdam.
Na een correspondentschap van vijf jaar in Parijs verbleef hij van 1958 tot 1971 in Londen. Peereboom verwierf bekendheid met boekbesprekingen en artikelen in Het Parool, NRC Handelsblad (waaraan hij meer dan vijftig jaar verbonden was), Hollands Maandblad en Litterair Paspoort. Verder schreef hij twee veelgeprezen dagboeken, te weten Ik ben niets veranderd (1978) en Vraag niet waarom (1988), die beide verschenen in de reeks Privé-domein.

## Werk
- Ik ben niets veranderd (1978)
- De gravin van Loosdrecht, en andere verhalen (1979)
- Fielding practice (1984)
- Honkman's reizen (1985)
- Een man aan de deur (1987)
- Vraag niet waarom (1988)
- Andere mensen (1989)
- Links en rechts (1992)[2]